# Gunbuster
Gunbuster, також відоме як Aim for the Top! Gunbuster (яп. トップをねらえ!, топпу о нерае) — складається з шести серій OVA виробництва студії GAINAX 1988 року. Режисерський дебют Хідеакі Анно. В 2004 році на двадцятилітній ювілей студії був випущений сіквел — «Дайбастер: Дотягнутись до неба — 2» (яп. トップをねらえ 2!). У сіквелі повністю перероблені роботи та персонажі, однак основна концепція оригінального серіалу була збережена.

## Сюжет
Дія відбувається у недалекому майбутньому. Головна героїня Норіко Такая, батько якої загинув під час космічної битви з невідомим ворогом, проходить навчання в жіночій академії з керування бойовими роботами, хоч і успіхами не відзначається. Нещодавно прибулий інструктор Коітіро Ота, котрий був на тому ж кораблі «Лукасіон» що і батько Норіко, вибирає із усіх учнів академії лише двох дівчат — одною з них стає Норіко. Під керівництвом інструктора Ота вона розпочинає посилені тренування і невдовзі відправляється у космос.